# Dmytro Yanchuk
Dmytro Mykolayovych Yanchuk –en ucraniano, Дмитро Миколайович Янчук– (Jmelnytsky, 14 de noviembre de 1992) es un deportista ucraniano que compite en piragüismo en la modalidad de aguas tranquilas.
Participó en dos Juegos Olímpicos de Verano, en los años 2016 y 2020, obteniendo una medalla de bronce en Río de Janeiro 2016, en la prueba de C2 1000 m.
Ganó dos medallas de bronce en el Campeonato Mundial de Piragüismo, en los años 2015 y 2023, y seis medallas en el Campeonato Europeo de Piragüismo entre los años 2014 y 2018.

## Palmarés internacional
| Juegos Olímpicos   | Juegos Olímpicos         | Juegos Olímpicos  | Juegos Olímpicos |
| Año                | Lugar                    | Medalla           | Competición      |
| ------------------ | ------------------------ | ----------------- | ---------------- |
| 2016               | Río de Janeiro (Brasil)  | Medalla de bronce | C2 1000 m        |
| Campeonato Mundial |                          |                   |                  |
| Año                | Lugar                    | Medalla           | Competición      |
| 2015               | Milán (Italia)           | Medalla de bronce | C2 500 m         |
| 2023               | Duisburgo (Alemania)     | Medalla de bronce | C4 500 m         |
| Campeonato Europeo |                          |                   |                  |
| Año                | Lugar                    | Medalla           | Competición      |
| 2014               | Brandeburgo (Alemania)   | Medalla de bronce | C4 1000 m        |
| 2015               | Račice (República Checa) | Medalla de oro    | C2 1000 m        |
| 2015               | Račice (República Checa) | Medalla de plata  | C2 500 m         |
| 2015               | Račice (República Checa) | Medalla de bronce | C4 1000 m        |
| 2017               | Plovdiv (Bulgaria)       | Medalla de bronce | C2 500 m         |
| 2018               | Belgrado (Serbia)        | Medalla de bronce | C2 500 m         |